# 480p
480pは、ディスプレイ装置や動画などで解像度を述べる際に用いられる用語で、有効垂直解像度480本かつ順次走査の動画規格を指す呼称である。画面アスペクト比は4:3もしくは16:9である。フレームレートは59.94がよく使われる。HDTV（HD）ではなくSDTV（SD）に分類される。704×480、720×480の解像度がよく使用される。放送局・業務用機材では720×486。非圧縮デジタル映像ではED-SDI （SMPTE 344M）540 Mbit/sである。
ピクセルアスペクト比1:1において640×480、つまりVGA、30万7200画素の動画となる。16:9ではピクセルアスペクト比が1:1とならず854×480、853×480が使用される。YouTubeでは854×480となっている。

## 伝送ケーブル
アナログ
- D端子(D2)
- コンポーネント端子

Y・Pb/Cb・Pr/Cr端子と表記されている。コンポーネント映像信号の規格が480i（Y・Cb・Cr端子）と異なるためである。
- VGA端子

上記のD端子やコンポーネント端子とは異なり、RGBで出力する。また、現在主流のプロジェクタの多くは、VGA端子でコンポーネント映像信号の入力に対応したモデルも多い。
デジタル
- HDMIで伝送できる。

## 24p
- 映画と同じフレームのため、DVDでよく使用される。

## 日本における放送
- スター・チャンネル、HD放送スタートまで480p放送を行なっていた。これ以外は480pの放送はほとんど行われていない。

## 放送
- ISDB
- DVB
- ATSC

## ゲーム
ソフトによってアスペクトは異なるが、XBOX、ゲームキューブでは480p対応ソフトがほとんどである。
- Xbox
- PlayStation 2
- ニンテンドー ゲームキューブ

詳しくは英語版リスト参照（List_of_Nintendo_GameCube_games_with_480p_and_16:9_support）